# فيليب ر. ديفيز
فيليب ر. ديفيز (بالإنجليزية: Philip R. Davies)‏ هو عالم آثار بريطاني، ولد في 1945، وتوفي في 2018.